# Замок Бенберн

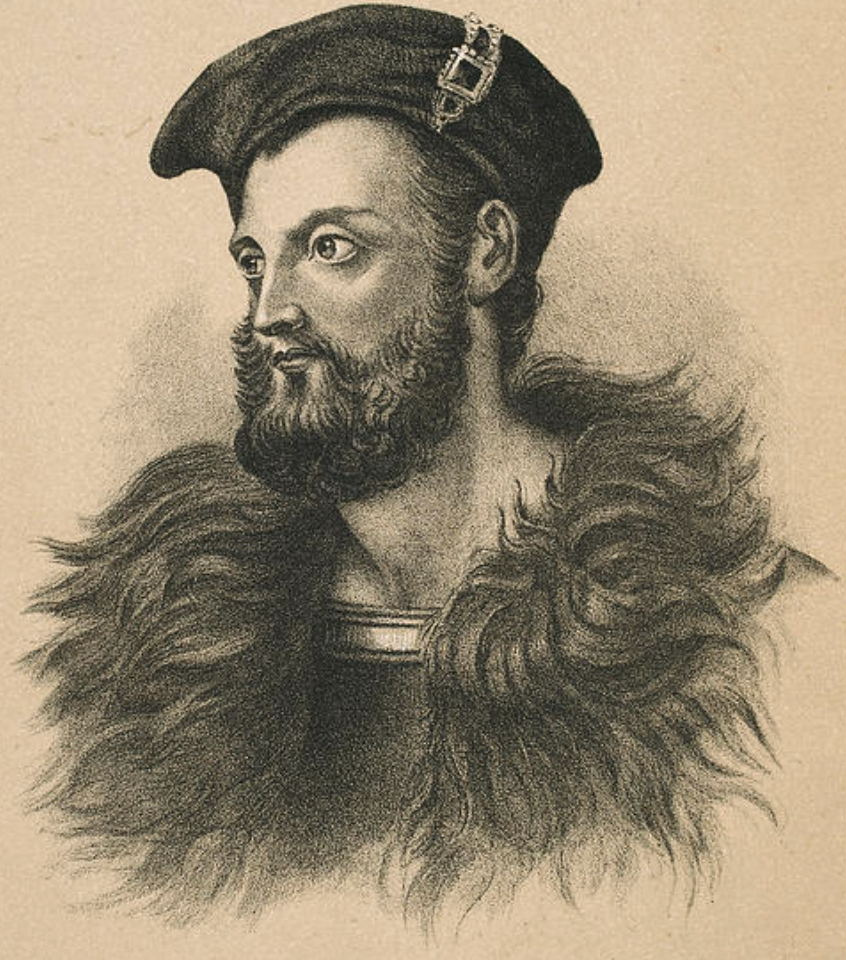
Овен Роу О'Ніл — переможець битви під Бенберн.

Прапор війська Овена Роу О'Ніла.

Замок Бенберн (англ. Benburb Castle, ірл. Caisleán an Beann Borb) — кашлєн ан Бен Борб — один із замків Ірландії, розташований в графстві Тірон, Північна Ірландія в одноіменному селищі. Ірландська назва замку перекладається як «замок Гордої Скелі».

## Історія замку Бенберн
Замок збудували англійські колоністи в Ірландії в XVII столітті для захисту своєї колонії. Замок Бенберн збудував у 1611 році сер Річард Вінгфілд. Під час повстання за незалежність Ірландії та громадянської війни на Британських островах біля замку Бенберн у 1646 році відбулася битва, яка ввійшла в історію як «Битва під Бенберн». Це була битва між військом Ірландської конфедерації на чолі з Овеном Роу О'Нілом та військом шотландських ковенанторів на чолі з генералом Манро. Ірландські католики вщент розбили військо протестантів. Про цю битву була написана балада «Битва під Бенберном». На честь цієї перемоги ірландської армії, що боролася за незалежність Ірландії в Дубліні була названа вулиця. Біля замку Бенберн жив відомий ірландський поет Моріс О'Дуган, що жив в другій половині XVII століття, що оспівав боротьбу ірландців за свободу. Саме йому належать рядки: «Gluas do chabhlach, Bhi Eoghan air buile, Faraoir chaill Eire a céile fircheart» («Розбите наше військо, зійшов з розуму Еоган, все втрачено нами, пішли в небо чоловіки Ірландії…» — ірл.)
Замок є чотирикутним будинком-баштою зі входом в північній стіні замку. Є великі прямокутні флангові вежі на північному сході і північному заході замку, невелика кругла вежа на південно-східному куті замку. Замок побудований на скелі з дикого каменю — з тесаних брил вапняку. З замку відкривається вид на річку Блеквотер (Чорна Вода), що тече на кордоні між графствами Тірон та Арма. У замку є будинок ХІХ століття, що займає південно-західну частину замку. Замок у відмінному стані — нещодавно відреставрований. Замок є базою місцевого пріорату — релігійного ордену, що заснований в селищі.
Нині замок Бенберн є пам'яткою історії та архітектури і охороняється законом.